# Kurajn Abu al-Baul
Kurajn Abu al-Baul, arab. ‏قرين أبو البول ‎ – najwyższe wzniesienie Kataru. Leży w największej prowincji Kataru – Dżarajan al-Batina.